# Gare de Dachstein
Gare de Dachstein vasútállomás Franciaországban, Dachstein településen.

## Vasútvonalak
Az állomást az alábbi vasútvonalak érintik:
- Strasbourg–Saint-Dié-vasútvonal

## Kapcsolódó állomások
A vasútállomáshoz az alábbi állomások vannak a legközelebb:
- Gare de Molsheim (Gare de Molsheim)
- Gare de Duttlenheim (Gare de Strasbourg)